# Kinas ekonomi

Ekonomisk tillväxt i Kina från 1000-2018.

Kinas ekonomi är en av de snabbast växande och är idag världens näst största ekonomi efter USA. 

## Planekonomin 1953–1978
Folkrepubliken Kina hade från 1953 fram till 1978 en planekonomi i sovjetisk modell, där statsägda företag dominerade ekonomin och där Statsplanekommissionen hade ansvar för att utarbeta femårsplaner för den kinesiska ekonomin. Deng Xiaoping initierade 1978 marknadsorienterade reformer som uppmuntrade bönder på landsbygden att starta industrier. Invånarna i städerna uppmuntrades att starta privata företag vilket medförde en framväxt av många nya företag inom tjänstesektorn. Man välkomnade också utländska investeringar.

## Femårsplanerna 1952–
Trots reformpolitiken har femårsplanerna och de statsägda företagen bibehållit en viktig roll i ekonomin och utgör 40 procent av den nationella ekonomin.
Folkrepubliken Kina antog sig första femårsplan 1952 och är för närvarande (2016) inne på sin 13:e femårsplan. Den Nationella kommissionen för utveckling och reform har ansvar för utarbetandet av femårsplaner.

## Ekonomiska liberaliseringen under 1980-talet
Skillnaden i levnadsstandard är stor mellan bönder och stadsbor. Den ekonomiska liberaliseringen under 1980-talet medförde en snabb höjning av köpkraft och standard i en del landsbygdsområden, men omkring 1990 var medelinkomsten i städerna fortfarande dubbelt så hög som på landet. Välståndsskillnaderna blir även större mellan till exempel statliga anställda med fast lön (sämst betalda), anställda i kollektiva företag och egna företagare.
Sedan 1980, och framför allt sedan början av 1990-talet har Kinas ekonomi växt kraftigt, efter att ha varit en obetydlig del i världens ekonomi. Enorma penningflöden från västvärlden till Kina utgjorde den största faktorn till den hastigt ökande ekonomin. Kinas växande ekonomi efterlyser alltmer stål, betong, cement och liknande till byggmaterial för sin växande verkstadsindustri. Denna faktor orsakade att världsprisen på produkterna ökade dramatiskt. Det var främst städerna vid kusten som (Shanghai, Peking och Guangzhou) som fick uppleva boomen - antalet medelklasskineser ökade som aldrig förr, samtidigt som bönderna i inlandet förblev relativt fattiga.
Åren 2001-2005 passerade Kinas ekonomi Italiens, Frankrikes och Storbritanniens. Genom att 2008 växa förbi Tyskland blev Kina världens tredje största ekonomi och genom att växa förbi Japan 2010 världens näst största.
Kinas stora tillväxt med start i början på 80-talet beror främst på avskaffandet av planekonomin. Trots det har andra ekonomier, till exempel EU, gått i en riktning med statskapitalism och statliga subventioner i hopp om att uppnå samma tillväxt som Kina genom att ta efter den kinesiska modellen.

## Finanskrisen 2006
Kina gick vid första påseende igenom finanskrisen 2008 mycket bättre än andra länder. För att parera de minskade penningströmmarna från väst sjösatte Kina ett gigantiskt stimulanspaket, motsvarande 4000 miljarder svenska kronor. Senare har det dock visat sig att inte alla satsningar som gjordes föll väl ut, till exempel gick vissa infrastrukturprojekt för fort fram med dålig kvalitet som följd.

## Framtida projektioner
Enligt en rapport från Goldman Sachs förespås Kina överta USA:s roll som världens största ekonomi år 2030. Den amerikanska studien "Global Trends 2030" når slutsatsen att Kinas ekonomi kommer att växa ifatt USA:s och EU:s någon gång mellan åren 2022 och 2030 enligt IMF april 2011.

## Tillgångar
Kinas folkbank innehar mer finansiella tillgångar är något annat offentligt organ i hela världen.

## Export
Kina exporterar bland annat: 
- Maskiner
- Elektronik och transportutrustning 33 procent
- Textiler, kläder och skor 24 procent
- Kemikalier och bränslen 10 procent
- Övrigt 33 procent